# Miles Ahead
Miles Ahead – Miles Davis + 19 - Orchestra under the Direction of Gil Evans, so der vollständige Titel, ist ein Jazz-Album von Miles Davis, aufgenommen mit dem Gil-Evans-Orchester in vier Aufnahmesitzungen im Mai und August 1957 und veröffentlicht bei Columbia Records im selben Jahr.

## Vorgeschichte des Albums

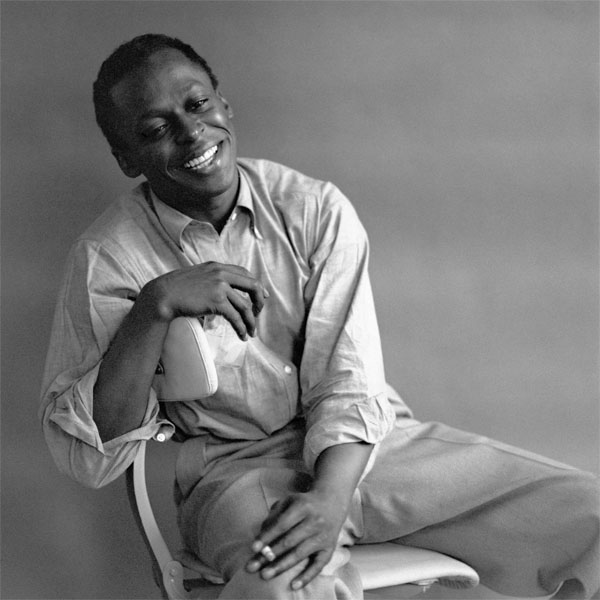
Miles Davis Mitte der 1950er Jahre

Mitte der 1950er Jahre gewann die Musik des Miles-Davis-Nonetts von 1949 (Birth of the Cool) durch ihre Wiederveröffentlichung auf Langspielplatte neue Aktualität. Miles Davis zog – nicht zuletzt durch seinen Erfolg beim Newport Jazz Festival und die Veröffentlichung des ersten Columbia-Albums ’Round About Midnight – ein breites Publikum an. George Avakian von Columbia Records suchte nun nach einem neuen Marketing-Konzept, seinen neuen Star zu präsentieren. Aufnahmen in Quartett- oder Quintett-Besetzung gab es zur Genüge; es sollte etwas anderes sein, Third Stream, die Verbindung aus europäischer Symphonik und Jazz war damals en vogue. Miles Davis schlug den damals fast vergessenen Arrangeur und Pianisten Gil Evans vor, mit dem er seit den Birth of the Cool-Tagen eng befreundet war. Miles Davis hatte an dem The Music for Brass-Album von Jay Jay Johnson und John Lewis mitgewirkt; in ähnlicher Weise wollte Davis das Nonett von 1949/50 weiterentwickeln. "Anstelle der kühlen Pastellfarben des Nonetts sollte die neue Band Fülle und mehrschichtige Klangfarben haben." Es folgten im Frühjahr 1957 eine Reihe von Treffen, bis die Konzeption des Albums feststand; Miles legte den Rahmen fest, Evans wählte die Musiker und die Kompositionen aus und zog sich zurück, um die Arrangements zu schreiben.

## Das Album
Im Unterschied zu Birth of the Cool spielte Miles Davis hier Flügelhorn und war der einzige Solist; im Gegensatz zum Nonett spielte hier eine Big Band. Evans stellte "eine eigenartige Big Band-Besetzung zusammen, in der es keinen Saxophonsatz gibt, dafür aber – neben den üblichen Trompeten- und Posaunengruppen – eine seltsam irreal wirkende Gruppierung von Waldhörnern, Altsaxophon, Bassklarinette und Flöte." Er hatte die verschiedenen Stücke zu einer Art Suite zusammengefügt; jeder Titel folgt dem anderen ohne Unterbrechung. Evans nahm hierbei Bezug auf die Aufnahmen Duke Ellingtons in den frühen 1940er Jahren. So weist der Titel „Maids of Cadiz“ in der Art der Orchestrierung Anklänge an „I Don't Wanna Be Kissed“ auf. Der Klang "ist bewusst jeder temperamentvollen attacca entkleidet, ruhig, lyrisch, statisch, jeden Höhepunkt weit im Voraus vorbereitend und anbahnend, große Linien in jeder Hinsicht bevorzugend, nicht nur was die Melodik, sondern auch was die Harmonik betrifft, aber er bewegt sich über dem alten, swingenden, pulsierenden Rhythmus, den Paul Chambers am Bass und Art Taylor am Schlagzeug schaffen."
Joachim-Ernst Berendt meinte zu dem Album: "Gil Evans ist der Mann, der den Miles Davis-Ton am vollkommensten in orchestralen Klang verwandeln kann – in Sound."
Miles Ahead war das erste Album, das Miles Davis mit Gil Evans aufnahm; kurz danach setzte sich die Zusammenarbeit mit Porgy and Bess (1958) und Sketches of Spain (1959/60) fort.

## Die Titel
1. „Springsville“ (John Carisi)
2. „The Maids of Cadiz“ (Léo Delibes)
3. „The Duke“ (Dave Brubeck)
4. „My Ship“ (Kurt Weill)
5. „Miles Ahead“ (Davis/Evans)
6. „Blues for Pablo“ (Evans)
7. „New Rhumba“ (Ahmad Jamal)
8. „The Meaning of the Blues“ (Bobby Troup/Worth)
9. „Lament“ (J. J. Johnson)
10. „I Don't Wanna Be Kissed (By Anyone But You)“ (Elliott/Spina)

- Die CD-Veröffentlichung enthält noch alternate takes von „Springsville“[8], „Miles Ahead“ einen rehearsal take von „The Meaning of the Blues“, „Lament“ und „I Don't Wanna Be Kissed (By Anyone But You)“.

## Trivia
- Miles Davis war über das Original-Cover des Albums sehr unglücklich, welches das Foto einer jungen weißen Frau an Bord eines Segelbootes zeigte. Er fragte George Avakian „Why'd you put that white bitch on there?“ Bei späteren Veröffentlichungen wurde ein Bild von Miles Davis verwendet.

## Filme
- 2015: Miles Ahead – Regie: Don Cheadle